# Shinagawa-juku
Shinagawa-shuku (jap. 品川宿 Shinagawa-shuku) – pierwsza z 53 stacji szlaku Tōkaidō, położona obecnie w Shinagawie, w Tokio.

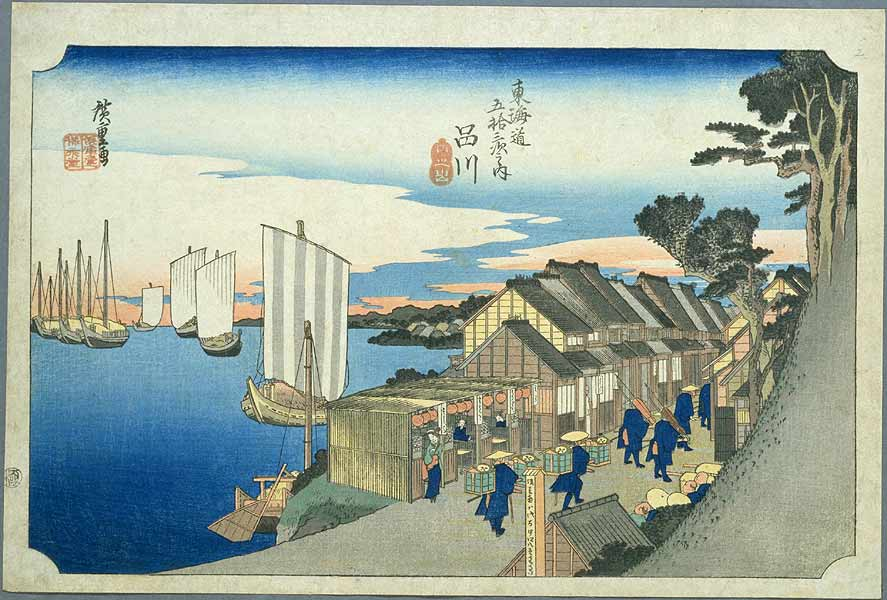
Stacja w latach 30. XIX wieku, Hiroshige Andō

Razem z Itabashi-shuku, Naitō Shinjuku i Senju-shuku była jedną z Czterech Stacji Edo.